# Chất hóa dẻo
Chất hóa dẻo là những chất khi cho vào vật liệu làm tăng độ mềm dẻo của vật liệu. Chất hóa dẻo được sử dụng nhiều khi gia công các vật liệu polyme. Hàm lượng chất hóa dẻo thường từ 20-30%. Chất hóa dẻo thường là este của các hợp chất hữu cơ như DBP - dibutyl Phtalat, DOP - dioctyl phtalat, DIOP - diizooctyl phtalat...
Chất hóa dẻo làm giảm nhiệt độ thủy tinh hóa Tg, và nhiệt độ nóng chảy Tm của polyme. Nó làm giảm tính cứng nhưng tăng tính bền, dai của vật liệu.